# Devrim Lingnau
Devrim Lingnau (Mannheim, 17 de novembro de 1998) é uma atriz alemã.

## Biografia
Devrim Lingnau nasceu em Mannheim, Alemanha, filha de pai turco e mãe alemã. Durante a infância estudou balé e frequentou a Academia de Dança da Universidade de Música e Artes Cênicas de Mannheim. De 2014 a 2015, ela teve um papel recorrente como Yasemin na série de mistério infanto-juvenil Fluch des Falken da Bayerischer Rundfunk. e papéis no canal infantil KiKa. Na minissérie de televisão Under Suspicion dirigida por Andreas Herzog, ela interpretou a turca-alemã Aleyna Kara. Em 2018 apareceu como Tonja no episódio "Kinderkram" da série Die Kanzlei do canal ARD.
Após o ensino médio em 2017, ela estrelou o papel-título no filme britânico Carmilla de 2019 ao lado de Jessica Raine, Hannah Rae e Tobias Menzies. O filme estreou no Festival Internacional de Cinema de Edimburgo em 2019. Em 2021, ela estrelou o telefilme alemão Borga, de York-Fabian Raabe, contracenando com Christiane Paul como sua filha. Em dezembro de 2020, foi anunciado que ela assumiria o papel-título na série Netflix The Empress sobre a Imperatriz Elisabeth da Áustria ao lado de Philip Froissant como o Imperador Franz Joseph I. A série foi lançada em 29 de setembro de 2022.

## Filmografia
- 2014: Aktenzeichen XY… ungelöst (série de TV) 1 episódio
- 2014–2015: Fluch des Falken (série de TV)
- 2017: Unter Verdacht: Verlorene Sicherheit (série de TV)
- 2018: Imortalidade (Minissérie)
- 2018: Die Kanzlei – Kinderkram (série de TV)
- 2019: In Wahrheit – Still ruht der See (série de TV)
- 2019: Carmilla (Filme)
- 2019: Der Bozen-Krimi – Gegen die Zeit (série de TV)
- 2019: Auerhaus
- 2020: Der Kriminalist – (série de TV) 1 episódio
- 2021: Borga
- 2021: Allmen und das Geheimnis der Erotik (série de TV)
- 2022: A Imperatriz (série, Netflix ) - Imperatriz Elisabeth da Áustria